# توراسیکا
توراسیکا یک زیرراسته از سخت‌پوستان است که شامل اغلب تیره‌های کشتی‌چسب می‌شود. همچنین این جانوران اغلب در ساحل پرصخره یافت می‌شود که به عنوان نمونه میتوان Semibalanus balanoides و Chthamalus stellatus نام برد. آن‌ها شش اندام توسعه یافته دارند و ممکن است یا متحرک یا چسبیده باشد. کاسه سنگ پشت به شدت کلسیفیه شده است. این گروه شامل گونه‌های با زندگی آزاد و کامنسال می‌باشد.